# Chrząstówek (Zgierz)
Pour les articles homonymes, voir Chrząstówek.
Chrząstówek est une localité polonaise de la gmina de Parzęczew, située dans le powiat de Zgierz en voïvodie de Łódź.